# Jocelin de Bohun

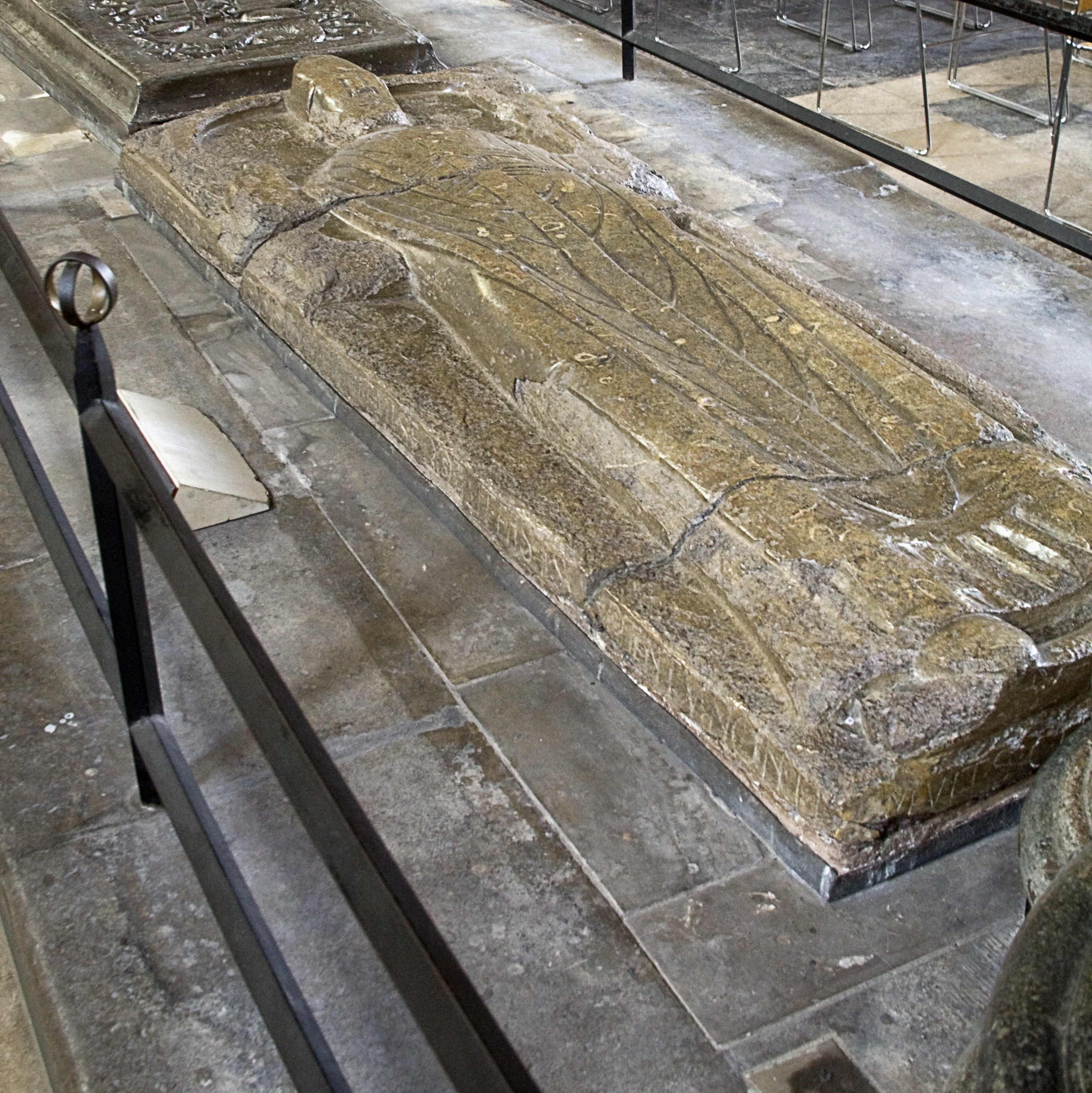
Das vermutliche Grab von Jocelin de Bohun in der Kathedrale von Salisbury

Jocelin de Bohun (* zwischen 1105 und 1110; † 18. November 1184 in Forde Abbey) war ein anglonormannischer Geistlicher. Ab 1141 oder 1142 war er Bischof von Salisbury. Neben der ebenfalls 42-jährigen Amtszeit von Hugh de Puiset von Durham war seine Amtszeit die längste Amtszeit eines englischen Bischofs im 12. Jahrhundert.

## Herkunft und Ausbildung
Jocelin de Bohun entstammte einer Nebenlinie des anglonormannischen Adelsgeschlechts Bohun aus Sussex. Sein Bruder Richard wurde Bischof von Coutances in der Normandie. Zu seinen Onkeln gehörten Engelger de Bohun († 1175), dazu war er ein entfernter Cousin von Savaric FitzGeldewin, dem späteren Bischof von Bath. Zu seinen weiteren Verwandten gehörten William FitzRobert, 2. Earl of Gloucester. Über Jocelins Jugend und Ausbildung ist wenig bekannt. Da der spätere Papst Alexander III. ihn als einen alten Freund bezeichnete, hat er vermutlich in Norditalien studiert. Vermutlich wurde er dort Vater eines unehelichen Sohns, Reginald fitz Jocelin, der Italus oder Lombardus genannt wurde. Reginald wurde später ebenfalls Geistlicher und stieg bis zum gewählten Erzbischof von Canterbury auf.

## Bischof von Salisbury

### Wahl zum Bischof
In England gehörte Jocelin zum Haushalt von Heinrich von Blois, Bischof von Winchester. Dieser ernannte ihn vor 1139 zum Archidiakon von Winchester. Als nach dem Tod von Bischof Roger Ende 1139 ein neuer Bischof für die Diözese Salisbury gesucht wurde, kam es zwischen Heinrich von Blois, der auch päpstlicher Legat war, und seinem Bruder, König Stephan von Blois zu einem unerwarteten Streit. Die beiden Kandidaten der Brüder für das Amt des Bischofs wurden von der jeweiligen anderen Seite abgelehnt. Als während des Thronfolgestreits, der sogenannten Anarchie, König Stephan im Februar 1141 in Gefangenschaft geriet, schlug Heinrich von Blois Jocelin als neuen Kandidaten vor. Obwohl besonders Azo, der Dekan des Kathedralkapitels, Jocelin als Bischof ablehnte, wurde Jocelin zum neuen Bischof gewählt und 1142 von Erzbischof Theobald von Canterbury geweiht.

### Gegner von König Heinrich II.
Jocelin nahm am 19. Dezember 1154 an der Krönung von Heinrich II. in Westminster und am 3. Juni 1162 an der Weihe von Thomas Becket zum neuen Erzbischof von Canterbury teil. Nur widerstrebend übergab er 1157 Devizes Castle an den König, und nachdem er Erzbischof Beckets Ansicht unterstützte, dass Geistliche auch bei weltlichen Vergehen nicht der königlichen Gerichtsbarkeit unterstanden, hatte er völlig die Gunst des Königs verloren. Bei der Ratsversammlung von Clarendon im Januar 1164 bewirkte wohl die feindselige Haltung des Königs gegenüber den Bischöfen Jocelin und William Turbe von Norwich mit, dass Becket widerstrebend den Forderungen des Königs nachgab. Als Becket und die anderen Bischöfe schließlich schworen, die Constitutions of Clarendon anzuerkennen, zögerte Jocelin und wandte sich an den Erzbischof. Dieser riet ihm, wie die anderen Bischöfe ebenfalls den Eid abzulegen. Diesen Rat befolgte Jocelin.

### Vom Gegner zum Unterstützer des Königs
Obwohl Becket den Forderungen zunächst nachgegeben hatte, kam es wenig später zum Bruch zwischen ihm und dem König. Als Becket im Oktober 1164 auf der Ratsversammlung in Northampton als Verräter verurteilt wurde, versuchte Jocelin ihn zu trösten. Später jedoch riet er ihm, wie andere Bischöfe auch, sein Amt als Erzbischof niederzulegen. Durch die weiteren Umstände wurde er gar zum Gegner Beckets.
Im Mai 1165 gehörte der Beamte John of Oxford zu den Gesandten des englischen Königs, die auf dem Hoftag des römisch-deutschen Reiches in Würzburg mit den deutschen Fürsten verhandelten, die den Gegenpapst Paschalis III. unterstützten. Zur Belohnung wollte der König ihm das Amt des Dekans des Kathedralkapitels von Salisbury verschaffen. Angesichts seines bisherigen schlechten Verhältnisses mit dem König erfüllte Jocelin diesen Wunsch, obwohl im Papst Alexander III. dies untersagte. Daraufhin suspendierte ihn Becket 1166 als Bischof. Gegen diese Kirchenstrafe protestierte Jocelin nun bei Papst Alexander III. Als Rechtfertigung gab er an, dass John of Oxford gemäß dem kanonischen Recht vom Kathedralkapitel einmütig zum Dekan gewählt worden war. Obwohl sich Johannes von Salisbury und andere Theologen zugunsten von Jocelin einsetzten, bestand Becket darauf, dass die Wahl von John of Oxford annulliert würde, ehe Jocelins Suspendierung aufgehoben wurde. Daraufhin wandte sich Jocelin an Bischof Gilbert Foliot von London, der zu den erbittertsten Gegnern von Becket gehörte. In der Folge unterstützte er Foliot im Streit gegen Becket und wechselte auf die Seite des Königs.

### Gegner Beckets
Zusammen mit anderen englischen Bischöfen protestierte Jocelin im November 1167 in Argentan vor den päpstlichen Legaten gegen Beckets Haltung im Konflikt mit dem König. 1168 hob der Papst die Suspendierung von Jocelin unter bestimmten Bedingungen auf. Als Bischof Foliot sich jedoch erneut gegen Becket stellte, wurden er und Jocelin am Palmsonntag, 13. April 1169 von Becket exkommuniziert. Anfang 1170 erhielten er und Foliot die päpstliche Absolution, doch nachdem er am 14. Juni 1170 Erzbischof Roger von York bei der Krönung des jungen Heinrichs zum Mitkönig unterstützte, erneuerte Becket die Exkommunikation und Suspendierung. Bevor er selbst von der Normandie nach England übersetzte, sandte Becket die päpstliche Bulle mit den Kirchenstrafen nach Dover. Dort hatte Jocelin zusammen mit Foliot und anderen Geistlichen auf Becket gewartet. Sie reisten nun zum König in die Normandie, wo sie diesem erbost über den neuerlichen Konflikt mit Becket berichteten. Den darauffolgenden Zornausbruch des Königs hielten vier Ritter für eine Aufforderung, Becket zu töten, was sie am 29. Dezember in Canterbury in die Tat umsetzten.
Nach der Ermordung des Erzbischofs wollte der Papst die Exkommunikation von Bohun und Jocelin nicht weiter verlängern und erteilte ihnen unter Bedingungen im April 1171 erneut die Absolution. Ihre Suspendierung wurde jedoch erst im März 1172 aufgehoben.

### Tätigkeit als Bischof
Obwohl Jocelin eine führende Rolle in dem Konflikt mit Thomas Becket gespielt hatte, war er vermutlich dennoch eher ein Geistlicher als ein Politiker gewesen. Die über Hundert von ihm erhaltenen Urkunden zeigen ihn als pflichtbewussten Bischof, der sich um die Besetzung seiner Pfarreien kümmerte und Konflikte um Patronatsrechte und den Kirchenzehnten schlichtete. Seinen Sohn Reginald ernannte er zum Archidiakon von Wiltshire und seinen Verwandten Savaric FitzGeldewin zum Schatzmeister der Kathedrale, doch im Vergleich zu anderen Bischöfen seiner Zeit begünstigte er damit seine Familie nur gering. Zu den Klöstern in seiner Diözese hatte er während seiner langen Amtszeit meistens gute Beziehungen. Nur in den 1140er Jahren gab es Konflikte mit Cerne und Sherborne Abbey, dazu kam ein größerer Streit mit Malmesbury Abbey, deren Äbte versuchten, sich von der Oberhoheit des Bischofs von Salisbury zu befreien. In Reading Abbey förderte er die Verehrung der Reliquie des heiligen Jakob. In Salisbury etablierte er weiter das Kathedralkapitel und dessen Ämter, die er mit Einkünften versorgte. Vor dem Konflikt mit Thomas Becket wurde er gelegentlich vom Papst als Richter in kirchlichen Streitfällen eingesetzt. Dabei konnte er 1157 eine Einigung zwischen York Minster und Gloucester Abbey über den Besitz einer Reihe von Gütern in Gloucestershire erreichen. Auch Erzbischof Theobald von Canterbury bat ihn mehrmals um seinen Rat. Im Mai 1175 nahm er an der Provinzialsynode von Westminster unter Erzbischof Richard of Dover und im Juli 1175 an einer königlichen Ratsversammlung in Woodstock teil. 1184 legte er als alter Mann sein Amt als Bischof nieder und trat als Mönch in die Zisterzienserabtei Forde ein, wo er wenige Monate später starb. Er wurde in Old Sarum beigesetzt, von wo sein Leichnam am 14. Juni 1226 in die neue Kathedrale von Salisbury überführt wurde.